# Lipka (powiat obornicki)
Lipka – osada w Polsce położona w województwie wielkopolskim, w powiecie obornickim, w gminie Oborniki.